# Сухівське
Су́хівське — селище Сніжнянської міської громади Горлівського району Донецької області, Україна. Населення становить 176 осіб. На території селища діє залізнична станція Молчалине. Відстань до Сніжного становить близько 7 км і проходить автошляхом місцевого значення.

## Географія
У селищі бере початок Балка Суха

## Населення
За даними перепису 2001 року населення селища становило 176 осіб, із них 12,5 % зазначили рідною мову українську та 87,5 %— російську.